# Italikové

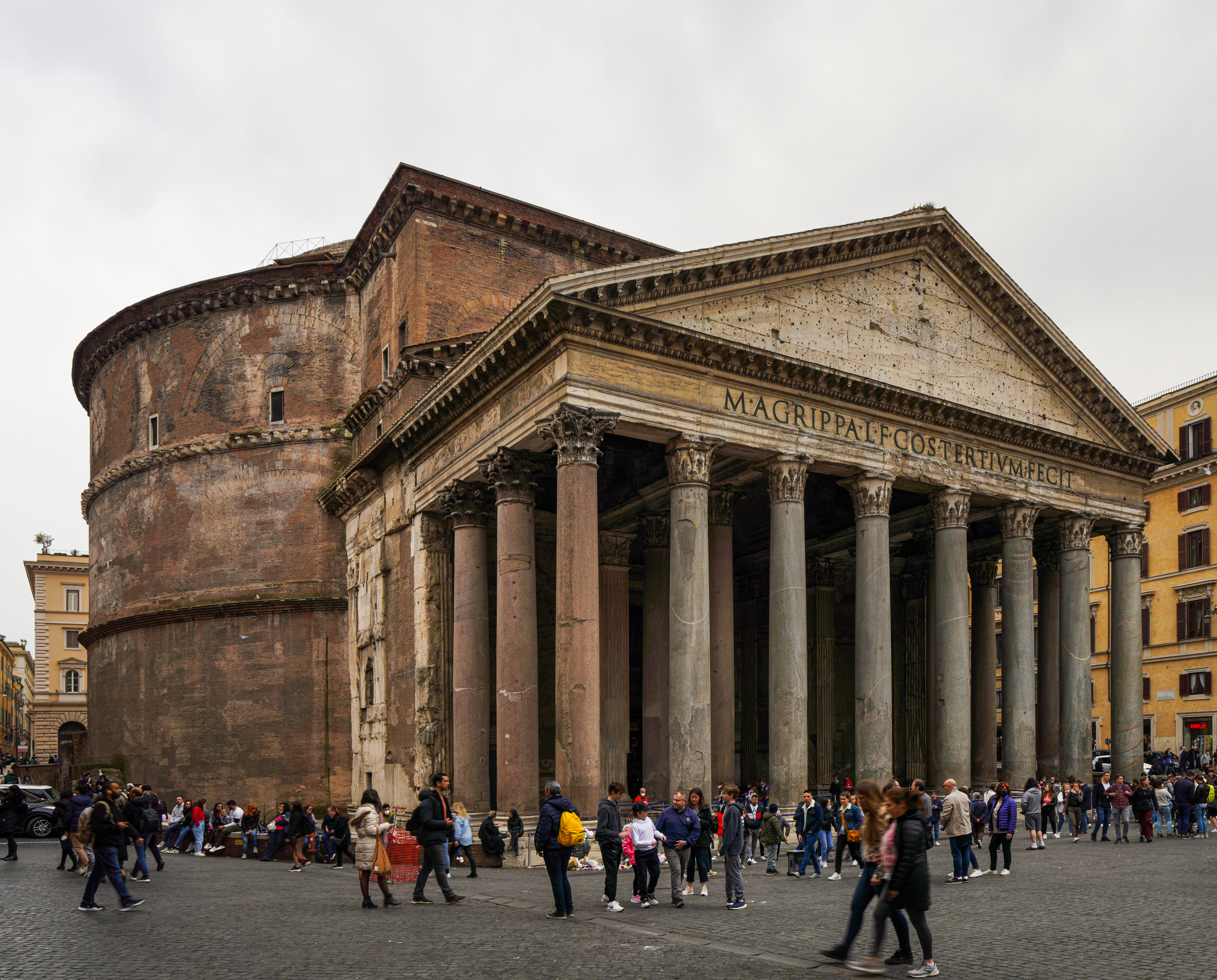
Rozkvět starého Říma – zásluha Italiků

Italikové byla starověká etnická skupina indoevropského původu, jež přišla na území Apeninského poloostrova ze severu, tj. ze střední Evropy v 2. tisíciletí př. n. l., a usadili se v jižní části území dnešní Itálie.

## Geneze Italiků

### Předřímské období
Prvé indoevropské kmeny přicházely do Itálie okolo roku 1200 př. n. l. z oblastí středoevropského Podunají a původní mediteránní (středomořské) obyvatelstvo zatlačily mimo centra. Indoevropské kmeny vytvořily v severní Itálii tzv. protovillanovskou kulturu vyznačující se využíváním železa a žárovými pohřby. Tato kultura se rozvinula v tzv. kulturu villanovskou, která se vyznačovala širokým využíváním bronzu a pohřbíváním mrtvých do hliněných uren, které byly případně ukládány do šachtových hrobů. V té době počalo docházet ke styku Italiků s ilyrskými kmeny přicházejícími ze západního Balkánu, od nichž se naučili vyrábět kvalitní zbraně a jezdit na koních.

Dějiny Itálie

Dějiny Itálie

Počátkem 1. tisíciletí př. n. l. začalo docházet mezi indoevropským obyvatelstvem žijícím v Itálii k jazykové diferenciaci a v 8. století př. n. l. se již dají rozlišit dvě hlavní Italické skupiny:
- Latino-faliská:
  - Latinové – žili v Latiu,
  - Faliskové – žili na sever od Latia,
  - Sikelové – žili nejdříve v Kalábrii, později na Sicílii
- Umbro-sabelská:
  - Umbrové sídlili v hornatých oblastech středních Apenin,
  - Sabelové byla početná skupina menších kmenů:
    - Aequové, Hernikové, Sabinové a Volskové – žili ve střední Itálii,
    - Bruttiové, Lukánové, Oskové a Samnité – žili v jižní Itálii.

Společným rysem pro celé italské území v tomto období byl rozvoj jednoduchého zemědělství a v určitých oblastech i pastevectví.

### Římské období
V dobách před založením Říma, který vznikl sloučení několika vesnic za vlády Etrusků, byly v této oblasti těžišti osídlení pahorek Palatin osídlen Latiny a pahorek Kvirinál osídlen Samnity. Tyto dvě skupiny se nejvíce podílely na vzniku Říma, jehož obyvatelé se později sami z Italiků vyčlenili a stali se z nich Římané. Obyvatelé Říma se tehdy dostali do přímého kontaktu s Etrusky, v té době s jednou z nejvyspělejších civilizací Středomoří.
Po vyhnání Etrusků z Říma roku 510 př. n. l. začínalo docházet stále častěji k měření sil mezi Římem a jejich bezprostředními sousedy, kteří vytvářeli přirozenou hradbu rozpínavosti Říma. Po dlouhé další období byl vývoj dějin Latinů spjat s římskými dějinami.
V roce 498 př. n. l. došlo k delšímu střetnutí Říma s federací latinských měst, která se snažila zabránit Římu v rozpínavosti na její úkor. Toto střetnutí skončilo kompromisem, což bylo úspěchem Říma, mezi Latiny a Římany bylo uzavřeno příměří na základě rovnosti. Zhruba v polovině 5. století př. n. l. počali na území Latinů přicházet italičtí obyvatelé sabelského původu (Samnitové, Aequové, Hernikové, Volskové), kteří začali ohrožovat jak Latiny, tak i Řím. Proto Latinové společně s Římany podnikali proti nim útoky .
V dalším období spojené italické samnitské kmeny začaly opět ohrožovat Řím, čehož využili Latinové a svedli s Římem válku v létech 340 – 338 př. n. l., která skončila definitivním podmaněním latijských měst Římem. Samnité vedli s Římany v letech 343–341, 327–304 a 298–290 př. n. l. tři tzv. samnitské války. V roce 321 př. n. l. způsobili Samnité Římanům těžkou porážku v Kaudijské soutěsce, kde Římany zaskočili a donutili ke kapitulaci. Vleklý konflikt však skončil porážkou Samnitů a rozbitím jejich kmenového svazu. Ostatní Italikové ze střední Itálie se přidali na římskou stranu.
Řím jen málo rozšiřoval své území, neanektoval většinou přímo území svých poražených protivníků. Vlastní území římského státu zabíralo jen šestinu italské půdy a netvořilo ani souvislý celek. Poražení Italikové byli vedeni jako formální spojenci Říma a nátlak na ně byl činěný případ od případu a byl v různých dobách různý. Řím jim ponechal správu vlastních území, odepřel jim ale právo na samostatnou zahraniční politiku. Armádu museli budovat podle římských směrnic a dodávat pro válku stanovený počet vojáků.
Privilegované postavení měli Latinové: pokud se přestěhovali do Říma, stávali se plnoprávnými římskými občany, tuto výsadu však roku 268 př. n. l. ztratili. Výjimečné postavení Latinů v Římě bylo kodifikováno tzv. latinským právem, které bylo udělováno i jiným Italikům jako znak zvláštní výsady.
V roce 123 př. n. l. navrhoval římský tribun lidu Gaius Sempronius Gracchus udělit Italikům, římských spojencům plné římské občanské právo. Tímto by se, mimo jiné, domohli rozdělované půdy a mohli se bránit proti zlovůli římských úředníků. Návrh neprosadil. V roce 91 př. n. l. s tímtéž návrhem přišel římský tribun lidu Marcus Livius Drusus, neuspěl a byl zavražděn. Ještě před smrtí stačil říct: „Ecquandone similem mei civem habebit res publica?“ tj. „Kdo kdy bude schopen pomoci republice tolik jako já?“ Jeho násilná smrt Italiky tak rozlítila, že s výjimkou Etrurie a Umbrie povstaly proti Římu všechny významné kmeny pod vedením kmene Marsů.
Tato válka, zvaná válka Marsická, trvala od roku 90 do roku 88 př. n. l. a během ní Italikové vytvořili samostatný stát Italia s hlavním městem Corfinium a jeho správu zavedli podle římského vzoru. V čele Itálie stáli dva konzulové, vedle nich bylo kolegium prétorů a representativním orgánem byl senát s 500 členy. Razili i vlastní mince, byl na nich vyobrazen symbol Itálie – býk drtící římskou vlčici. Výsledkem války bylo, že Italikové sídlící jižně od řeky Pádu si na Římanech vydobyli římská občanská práva.
Tehdy došlo k politické integraci Itálie, Italikové jsou od této doby ztotožňováni s Římany. Římané hovořili jazykem Latinů a většina Italiků jej přijala v mírně pozměněné podobě za svůj jazyk.

### Po římském období
V dalším období si Římané podmanili a osídlili i jižní oblasti Itálie, kde žili Řekové a Ilyrové, na Sicílii zase Kartaginci a Sikanové. Na přelomu tisíciletí byl stav takový, že sever Itálie byl obydlen italickým obyvatelstvem a jih řeckým.

## Současnost
Vývojem dějin se Italikové transformovali do italského národa, i když na jihu Itálie, zvláště v Kalábrii a na Sicílii, je mezi obyvateli zřetelný příměs řecké i arabské krve.